# Gafrarium minimum
Gafrarium minimum är en musselart. Gafrarium minimum ingår i släktet Gafrarium och familjen venusmusslor. Inga underarter finns listade i Catalogue of Life.